# Sinais de Koplik
São pequenos pontos brancos (máculas), com halo eritematoso difuso, que aparecem na mucosa bucal, antecedendo ao exantema. É um sinal patognomônico do sarampo e que desaparecem 24 a 48 horas após o início da erupção.